# 土溪站
土溪站，位于中华人民共和国四川省达州市渠县土溪镇先锋村，是达成铁路上的火车站，1997年12月25日启用营运，成都铁路局管辖。计划更名为渠县北站。

## 歷史
- 1997年12月25日启用营运。
- 2009年新站房改造。
- 2013年12月28日办理动车客运业务。[4]

## 外部連結
- 中国铁路客户服务中心 （页面存档备份，存于）